# Nidia Pausich
Nidia Pausich (Trieste, 12 febbraio 1935) è un'ex cestista italiana.

## Carriera
Ha vinto otto scudetti (per un totale di 341 presenze e 1881 punti nella massima serie), partecipato a un mondiale e sei europei e ha giocato 136 gare (797 punti) con la Nazionale italiana.
In seguito allenatrice (ha conquistato anche una promozione in A1 nel 1977 e si è occupata di bambini e portatori di handicap), dal 2008 è nella Italia Basket Hall of Fame.
Nel 2003 le è stato concesso un vitalizio per meriti sportivi ai sensi della legge Giulio Onesti.

## Palmarès
- Campionato italiano: 8 scudetti (3 con Udinese, 5 con Vicenza)

A.P.U. Udine: 1958-'59, 1959-'60, 1960-'61, 2º posto in Serie AF 1956-57, 2º posto in Serie AF 1957-58;
A.P. Onda Pavia: 2º posto in Serie AF 1963-64;
A.S. Vicenza: 1964-65, 1965-66, 1966-67, 1967-68, 1968-69